# Заднепровский, Юрий Александрович
Юрий Александрович Заднепровский (25 сентября 1924, Троцк, Ленинградская губерния — 1999) — советский археолог, доктор исторических наук, исследователь археологии Кыргызстана и Узбекистана.

## Биография
Родился 25 сентября 1924 года в Троцке (сейчас — Гатчина), Ленинградская область, РСФСР, СССР. Участник Второй мировой войны.
В 1950 году окончил исторический факультет Ленинградского государственного университета. В 1954 году защитил диссертацию на соискание учёной степени кандидата исторических наук по теме «Древняя Фергана».
С 1954 года являлся научным сотрудником Ленинградского отделения Института археологии АН СССР. Возглавлял Ферганскую экспедицию.
В 1979 году защитил диссертацию на соискание учёной степени доктора исторических наук по теме «Чустская культура Ферганы и памятники раннежелезного века Средней Азии».

## Научная деятельность
Совершил 30 археологических экспедиций в Киргизской и Узбекской ССР. Опубликовал около 170 работ, в основной посвящённых древней истории и археологии Кыргызстана.
Изучал памятники чустской культуры эпохи поздней бронзы и культуры древних кочевников. Участвовал в раскопках Ошского поселение. Изучал культуру Шоро-Башата и Узгена IV—I веков до н. э.

## Основные работы
- Чустская культура Ферганы и памятники раннежелезного века Средней Азии. М., 1978. 449 л. (АН СССР. Институт археологии)
- Западно-тюркский каганат // Очерки истории СССР: (III—IX вв.). М., 1958. С. 378—396. Совместно с А. Н. Бернштамом.
- Археологические памятники южных районов Ошской области. Фрунзе: АН КиргССР, 1960. 175 с.
- Древнеземледельческая культура Ферганы. М.—Л.: АН СССР, 1962. 328 с.
- Стеклоделие Средней Азии в древности и средневековье. Ташкент: АН УзССР, 1963. 242 с. Совместно с А. Абдуразаковым, М. А. Безбородовым.
- Early Stages of Glass Making in the USSR Slavia antique. T. 12. 1965. P. 126—142. Совместно c М. А. Безбородовым.
- Средняя Азия в эпоху камня и бронзы. М.—Л., 1966. — Авторские главы:
  - Чустская культура в Ферганской долине. С. 193—207;
  - Памятники андроновской культуры. С. 213—232.
- Находки зеркал сарматского типа в Северном Иране // Искусство и археология Ирана. М., 1971. C. 133—141.
- Об этнической принадлежности памятников кочевников Семиречья усуньского периода: II в. до н. э. — V в. н. э. // Страны и народы Востока. Вып. 10. Средняя и Центральная Азия: (География, этнография, история). М., 1971. С. 21—36.
- Культура Ахар в Южном Раджастане // Страны и народы Востока. Вып. 14. Индия — страна и народ. Кн. 3. М., 1972. С. 190—210.
- Опыт региональной классификации погребальных памятников кочевников Средней Азии древнего периода // Страницы истории и материальной культура Киргизстана. Фрунзе, 1975. C. 159—167.
- История Киргизской ССР. Т. 1. Фрунзе, 1984. — Авторские главы:
  - Древнеземледельческие племена чустской культуры. С. 119—131;
  - Кочевники в VI в. до н. э. — сер. VI в. н. э. С. 144—177;
  - Древняя Фергана. С. 177—218;
  - Этнические процессы в древности. С. 409—414.
- Основные итоги изучения чустского поселения в Фергане: (1950—1982) // Известия Музея культуры Узбекистана. Вып. 19. Ташкент, 1984. С. 46—71. Совместно с Б. Матбабаевым.
- Городище Биловуртепе // Краткие сообщения Института археологии (АН СССР). Вып. 184. М., 1985. C. 88—95.
- Древнейшие государства Кавказа и Средней Азии: (Археология СССР). М., 1985. — Авторские главы:
  - Фергана: (Эйлатанск. культура). С. 195—198;
  - Фергана. С. 304—317.
- К вопросу о хронологии и периодизации культуры раннежелезного века на территории Узбекистана // Общественные науки в Узбекистане. 1987, № 1. С. 51—55. Совместно с Б. Х. Матбабаевым.